# 巴拉尼夫卡 (馬林區)
50°52′29″N 29°13′21″E / 50.87472°N 29.22250°E
巴拉尼夫卡（烏克蘭語：Баранівка），是烏克蘭北部的村莊，隸屬日托米爾州的科羅斯滕區。該村處於里茲尼亞河畔，始建於1617年，面積1.14平方公里，海拔高度163米，2001年人口220，人口密度每平方公里192.98人。